# Czyreniówka rozpostarta
Czyreniówka rozpostarta (Donkioporia expansa (Desm.) Kotl. & Pouzar) – gatunek grzybów należący do rodziny żagwiowatych (Polyporaceae). Na terenie Polski do 2021 r. nieznany.

## Systematyka i nazewnictwo
Pozycja w klasyfikacji według Index Fungorum: Donkioporia, Polyporaceae, Polyporales, Incertae sedis, Agaricomycetes, Agaricomycotina, Basidiomycota, Fungi.
Po raz pierwszy takson ten zdiagnozował w 1823 r. Jean Baptiste Henri Joseph Desmazières, nadając mu nazwę Boletus expansus. Potem zaliczany był do różnych innych rodzajów. Obecną, uznaną przez Index Fungorum nazwę nadali mu w 1973 r. František Kotlaba i Zdeněk Pouzar przenosząc go do utworzonego przez siebie rodzaju Donkioporia.
Ma 14 synonimów. Niektóre z nich:
- Fomes expansus (Desm.) Zmitr. 2001
- Fomes megaloporus (Pers.) Domański & Orlicz 1967
- Phellinus megaloporus (Pers.) Bondartsev 1992[3].

Polska nazwa na podstawie rekomendacji Komisji ds. Polskiego Nazewnictwa Grzybów przy Polskim Towarzystwie Mykologicznym.